# Liube, Sofiivka
Liube (în ucraineană Любе) este un sat în comuna Perșe Travnea din raionul Sofiivka, regiunea Dnipropetrovsk, Ucraina.

## Demografie
Componența lingvistică a localității Liube
     Ucraineană (89,8%)
     Rusă (10,2%)
Conform recensământului din 2001, majoritatea populației localității Liube era vorbitoare de ucraineană (89,8%), existând în minoritate și vorbitori de rusă (10,2%).